# 羅伯特·貝魯什
羅伯特·貝魯什（Robert Belushi，1980年10月23日—）是美國的一位演員 。他在CBS情景喜劇老爸老妈罗曼史第九季中飾演Linus the Bartender角色。他的父親是吉姆·貝魯什。

## 外部連結
- 羅伯特·貝魯什在互联网电影资料库（IMDb）上的資料（英文）